# آولاسکا
آولاسکا (به ایتالیایی: Avolasca) یک کومونه در ایتالیا است که در استان آلساندریا واقع شده‌است.

## خصوصیات
آولاسکا ۱۲٫۳ کیلومترمربع مساحت و ۲۹۲ نفر جمعیت دارد و ۴۵۱ متر بالاتر از سطح دریا واقع شده‌است.